# Frangokoúkoura
Frangokoúkoura är ett berg i Grekland.   Det ligger i regionen Peloponnesos, i den södra delen av landet, 120 km väster om huvudstaden Aten. Toppen på Frangokoúkoura är 1 628 meter över havet, eller 458 meter över den omgivande terrängen. Bredden vid basen är 4,5 km.
Terrängen runt Frangokoúkoura är huvudsakligen bergig, men söderut är den kuperad. Runt Frangokoúkoura är det glesbefolkat, med 11 invånare per kvadratkilometer. Närmaste större samhälle är Malandrénion, 16,7 km öster om Frangokoúkoura. 